# Рейд (Асино)
Рейд , Асиновский Рейд — микрорайон (посёлок) в  городе  Асино, административном центре Асиновского района Томской области России. Находится на территории Асиновского городского поселения.

## География
Рейд расположен на левом берегу реки Чулым (приток Оби), при впадении притока Быстрая Курья.

## История
22 января 1953 года вошёл в черту города Асино:4

## Транспорт
Действовала пристань на реке Чулым.